# Un premier amour
«Un premier amour» —[œ̃ pʁə.mje a.muʁ]; en español: «Un primer amor»— es una canción compuesta por Claude Henri Vic e interpretada en francés por Isabelle Aubret. Se lanzó como sencillo en 1962 mediante Philips Records. Fue elegida para representar a Francia en el Festival de la Canción de Eurovisión de 1962 mediante la elección interna de RTF, y se declaró ganadora de esa edición.

## Festival de la Canción de Eurovisión 1962
Esta canción fue la representación francesa en el Festival de Eurovisión 1962. La orquesta fue dirigida por Franck Pourcel.
La canción fue interpretada 9ª en la noche del 18 de marzo de 1962 por Isabelle Aubret, precedida por Países Bajos con De Spelbrekers interpretando «Katinka» y seguida por Noruega con Inger Jacobsen interpretando «Kom sol, kom regn». Al final de las votaciones, la canción había recibido 26 puntos, quedando en primer puesto de un total de 16 y declarándose ganadora.
Isabelle Aubret volvería a representar a Francia en 1968 con la canción «La source», que quedaría en tercer puesto.
Fue sucedida como representación francesa en el Festival de 1963 por Alain Barrière con «Elle était si jolie».

## Letra
La canción es una balada dramática, en la que la intérprete habla sobre el efecto que tienen los primeros amores sobre la gente.

## Historial de lanzamiento
| Región  | Fecha | Formato                              | Discográfica    | Ref.   |
| ------- | ----- | ------------------------------------ | --------------- | ------ |
| Francia | 1962  | Disco de vinilo 7"                   | Philips Records | [ 11 ] |
| Francia | 1962  | Disco de vinilo 7", 45 RPM, Jukebox  | Philips Records | [ 12 ] |
| Francia | 1962  | Disco de vinilo 7", 45 RPM, EP, mono | Philips Records | [ 1 ]  |
| Francia | 1962  | Disco de vinilo 7", EP               | Philips Records | [ 13 ] |